# Bouclans (Bouclans)
Bouclans korábbi község (település) Franciaországban, Doubs megyében. 2018. január 1-jén a korábbi Vauchamps községgel egyesült és az azonos nevű Bouclans új község része lett.
Lakosainak száma 957 fő (2015). Bouclans Vauchamps, Naisey-les-Granges, Nancray és Osse községekkel határos.

## Népesség
A település népességének változása:
| Lakosok száma | 968  | 957  | 1101 |
|               | 2013 | 2015 | 2016 |